# ジャイアント・ピーチ
『ジャイアント・ピーチ』（原題：James and The Giant Peach）は、1996年公開のアメリカ合衆国の映画。ロアルド・ダール原作。一人の少年と虫の仲間達が巨大な桃に乗ってニューヨークを目指す冒険物語である。

## 概要
ロアルド・ダールの児童文学『おばけ桃の冒険』の長編映画化作品。監督は『ナイトメアー・ビフォア・クリスマス』のヘンリー・セリック。実写映像とストップモーション・アニメーションによるアニメ映像を組み合わせており、序盤と終盤は実写、中盤がアニメ映像という構成になっている。
主演は数百人の候補者から選ばれたポール・テリーで、アニメパートの声優も務める。
また、本作では製作として参加したティム・バートンの処女短編『ヴィンセント』が同時上映された。

## ストーリー
9歳の少年ジェームスは、両親を亡くしてから、自分を引き取った2人の叔母にいじめられていた。ある日、ジェームスは謎の老人から緑色に輝く不思議な物をもらい、桃の木にこぼしてしまう。すると、実がならなかった木に桃の実がつき、桃は大きくなった。好奇心と空腹から桃を一かじりすると、ジェームスは桃の中に引き込まれる。桃の中には沢山の愉快な虫の仲間たちがいた。桃はジェームスと彼らを乗せて海を転がり、ニューヨークを目指す。

## 登場人物
※括弧内は日本語吹き替え。
ジェームス・ヘンリー・トロッター
演・声 - ポール・テリー（内田健一（台詞）・白尾佳也（歌））
主人公。心優しい9歳の少年。両親を亡くして以来、自分を引き取った2人の叔母に虐待を受け、精神的に追いつめられつつあった。ある日、不思議な老人からもらった緑色に輝く不思議な物の力で急成長した巨大な桃を一口食べ、桃の中に引き込まれて出会った虫たちと共にニューヨークへ目指すこととなる。そして虫たちとの冒険を通じて心身ともに成長し、勇気を身につけていく。
スパイカーおばさん
演 - ジョアンナ・ラムリー （榛名由梨）
スポンジおばさん
演 - ミリアム・マーゴリーズ （中村たつ）
本作のディズニー・ヴィランズ。ジェームスの叔母たち。非常に欲深く性悪な性格の持ち主で、虫が嫌っている。両親を亡くしたジェームスを引き取ったが、毎日のように虐待を行い、故人であるジェームスの両親にさえひどい罵声を浴びせている。
ムカデ
声 - リチャード・ドレイファス（嘉門達夫）
虫たちのムードメーカー的存在の陽気な性格。ニューヨーク出身者で、よく葉巻を咥えている。
キリギリス
声 - サイモン・カーロウ （佐々木勝彦）
物知りかつ紳士的な性格の音楽家。バイオリンが得意。
ミミズ
声 - デヴィッド・シューリス（永島浩之（THE INGRY'S））
臆病な性格で、サングラスと蝶ネクタイが特徴。
テントウムシ
声 - ジェーン・リーヴス（京田尚子）
強い母性愛を持ち合わせる優しい性格。常に小さな赤いバッグを持ち歩いている。
クモ
声 - スーザン・サランドン （麻実れい）
セクシーかつミステリアスな雰囲気を漂わせる姉御肌な性格。
土ボタル
声 - ジョアンナ・ラムリー（滝沢ロコ）
少々おとぼけな性格で、常に明かりを灯している。
老人／ナレーター
声 - ピート・ポスルスウェイト （麦人）
2人の叔母にいじめられていたジェームスの前に突如現れ、緑色に輝く不思議な物を与えた。終盤ではたどり着いたニューヨークで叔母たちに連れ戻されそうになったジェームスに助け船を出した。
お父さん
演 -  スティーブン・カルプ（石川禅）
お母さん
演 -  スーザン・ターナー＝クレイ（鈴木佳子）
ジェームスの両親。夫婦ともに息子思いの心優しい性格。父は「ニューヨークは夢が叶う場所」とジェームスに教え、いつか家族で一緒に行こうと約束していたが、雷雲から現れたサイに襲われこの世を去ってしまう。